# Coccidula scutellata
Espèce
Coccidula scutellata est une espèce d'insectes coléoptères de la famille des coccinelles.

## Description
Petite coccinelle brun-rougeâtre dont chaque élytre porte trois taches foncées ; elle est longue d'environ 3 mm, plus allongée que la plupart des espèces de Coccinellidae, l'adulte visible en juillet et août.

## Distribution
Pratiquement toute l'Europe, de l'Espagne à la Russie, mais peu abondante.

## Habitat
Elle fréquente les plantes des milieux humides : marais, bords des eaux.

## Nutrition
Comme beaucoup d'autres espèces de coccinelles, elle est aphidiphage tout comme sa larve.